# Tobias Baudin

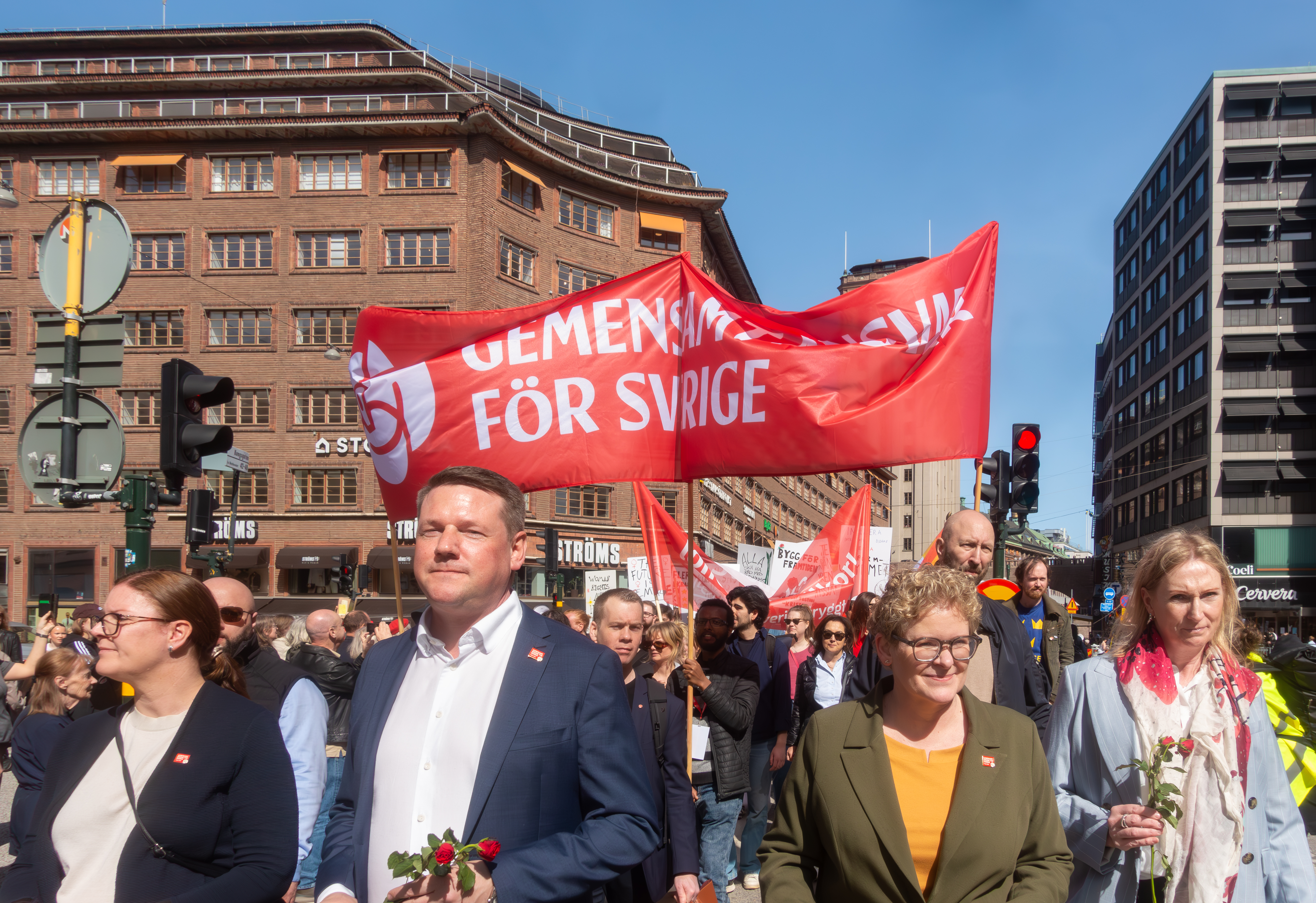
Tobias Baudin och Karin Wanngård på 1 maj 2024 i Stockholm

Åke Sigurd Tobias Baudin, född 25 december 1974 i Örnäsets församling, Norrbottens län, är en svensk fackföreningsledare och politiker (socialdemokrat). Han är sedan november 2021 partisekreterare för Socialdemokraterna. Han var förbundsordförande i Svenska kommunalarbetareförbundet (Kommunal) från 2016 till 2021. Han har också varit förste vice ordförande i både Kommunal (2010–2012) och i Landsorganisationen (LO) (2012–2016).

## Biografi
Tobias Baudin är uppväxt på Hertsön i Luleå. Fadern var idrottsvaktmästare i kommunen och modern arbetade i långvården.
Baudin har en yrkesbakgrund som maskinist och har en utbildning inom styr- och reglerteknik. Han engagerade sig fackligt på arbetsplatsen och valdes år 2000 till arbetsplatsombud i Kommunal. 2004 till 2010 var Baudin invald i Kommunals förbundsstyrelse. Han har vidare varit ordförande för Kommunal i Norrbotten (2009–2010), förste vice ordförande i Kommunal (2010–2012) och förste vice ordförande i LO (2012–2016).
Baudin valdes till förbundsordförande för Kommunal vid förbundets kongress 2016, som Annelie Nordströms efterträdare, trots att valberedningen förordade Berit Müllerström. Han satt på posten i fem och ett halvt år, innan han 2021 valdes till ny partisekreterare för Socialdemokraterna, i samband med att Magdalena Andersson blev ny partiledare.
Baudin har kritiserats för att i sin roll som vice ordförande för Kommunal låtit facket bygga lyxbostäder i Stockholm för sig själv och andra i fackets ledning. Även policyn om att han fick behålla lägenheten efter anställning hade avslutats har kritiserats.
Han är gift och har två döttrar.